# À 14 ans
Pour plus de détails, voir Fiche technique et Distribution.
À 14 ans est un film français réalisé par Hélène Zimmer et sorti en 2015.

## Synopsis
C’est la rentrée de troisième. Sarah, Jade et Louise entament ensembles cette dernière année du collège. Colère, dépit, incompréhension, amitié et sexe, la vie n'est pas simple.

## Fiche technique
- Titre : À 14 ans
- Réalisation : Hélène Zimmer
- Scénario : Hélène Zimmer
- Montage : Yann Dedet
- Photographie : Caroline Champetier
- Costumes : Bédite Poupon-Joyeux
- Décors : Pascale Consigny
- Son : Erwan Kerzanet
- Montage son : Jean Gargonne
- Mixage : Nathalie Vidal
- Production : Kristina Larsen
- Société de production : Les Films du Lendemain
- Société de distribution : Ad Vitam Distribution
- Pays de production :  France
- Durée : 86 minutes
- Dates de sortie :
  - France : 18 janvier 2015 (festival d'Angers) ; 25 février 2015 (sortie nationale)

## Distribution
- Athalia Routier : Sarah
- Galatéa Bellugi : Jade
- Najaa Bensaid : Louise
- Kevin Château : Anthony
- Louis Jacq : Roméo
- Yassine Douighi : Sofiane
- Azzedine Bouabba : Hakim
- Dinara Droukarova : la mère de Sarah
- Olivier Loustau : le beau-père de Sarah
- Delphine Chuillot : la mère de Jade
- Olivier Cruveiller : le père de Jade
- Françoise Lebrun : la grand-mère de Jade
- Anne Loiret : la mère de Louise
- Stéphane Höhn : le beau-père de Louise

## Sélection
- Festival Premiers Plans d'Angers 2015[1]